# Фонтана (Комо)
Фонтана (итал. Fontana) је насеље у Италији у округу Комо, региону Ломбардија.
Према процени из 2011. у насељу је живело 20 становника. Насеље се налази на надморској висини од 383 м.